# Cabezas Rubias
Cabezas Rubias település Spanyolországban, Huelva tartományban. Cabezas Rubias Puebla de Guzmán, Santa Bárbara de Casa, Rosal de la Frontera, Aroche, Cortegana és El Cerro de Andévalo községekkel határos. Lakosainak száma 710 fő (2024).

## Népesség
A település népessége az utóbbi években az alábbiak szerint változott:
| Lakosok száma | 956  | 899  | 858  | 865  | 847  | 760  | 731  | 730  | 716  | 710  |
|               | 2001 | 2004 | 2006 | 2009 | 2011 | 2014 | 2016 | 2019 | 2021 | 2024 |